# A Zsigmond király elleni összeesküvés és fogsága 1401-ben
A Zsigmond király elleni összeesküvés és fogsága 1401-ben az a palotaforradalom, amelynek során 1401. április 28-án a budai palotában foglyul ejtették a királyt a fellázadt főurak, és felfüggesztették uralkodói jogainak gyakorlását. 

## Előzményei
Mária magyar királynő halála (1395) után Zsigmond király két sikertelen kísérletet követően, hogy egyrészt II. Fülöp burgundi herceg egyik lányát feleségül vegye, másrészt, hogy a későbbi II. Johanna nápolyi királynőnek, II. (Kis) Károly lányának a kezét elnyerje, ami viszont a nápolyi párt ellenállásán hiúsult meg, fordult a sziléziai Margit hercegnő felé. Zsigmond ekkor ismerkedett meg a hercegnővel, és rögtön el is jegyezte őt 1396. május 11-én a boroszlói érsek közreműködésével, de az eljegyzést ebben az időben még titokban tartották. A menyasszony ekkor még visszatért Briegbe, ahol jövendő királynéi szerepére készítették fel, és a hozományát igyekezett előteremteni az apja, aki azonban hamarosan, 1399-ben meghalt, és ettől kezdve bátyjai gyámsága alá került. 1401-ben Zsigmond hű lengyelét, Stiborici Stibor erdélyi vajdát küldte a menyasszonyáért, hogy hozza Magyarországra, az esküvőre. A követ húsvét előtt el is indult az aráért, Magyarországon azonban a további események meghiúsították ezt a házasságot.

## Az összeesküvés
Zsigmond kicsapongó és pazarló életmódja, különösen pedig a köréje sereglett idegen kalandorok részére tett bőkezű adományozásai egyre fokozták az elégedetlenséget  és 1401. április 28-án a Kanizsai-liga, a fellázadt főurak, Kanizsai János esztergomi érsek, Ludányi Tamás egri püspök, Bebek Imre vránai perjel és Bebek Detre nádor vezetésével a budai palotában foglyul ejtették Luxemburgi Zsigmond királyt, és felfüggesztették uralkodói jogainak gyakorlásában.
A Szent Korona nevében kancellári címmel az országtanács vezetőjeként kormányoztak. II. Jagelló Ulászló lengyel királynak ajánlották fel a magyar koronát, de az nem fogadta el. 
Miután nem jutottak egységre a király személyét illetően, a Garai-liga a király mellett lépett fel, Garay a saját várába, Siklósra szállította Zsigmondot, ahol szövetséget kötött vele. Garai Miklós nádor ezután kiengedte a királyt a fogságból. Az általa vezetett Garay- vagy más néven Siklósi-liga, mint főúri szövetség megmentette Luxembourgi Zsigmond királyságát. Kanizsai László tovább szervezkedett a király ellen és csatlakozott a Nápolyi Lászlót királlyá választó főúr újabb ellenzéki szervezkedéshez, akit 1403. augusztus 5-én Zárában királlyá koronáztak. De elbukott ez az ellenzéki szervezkedés is.

## Utóhatásai

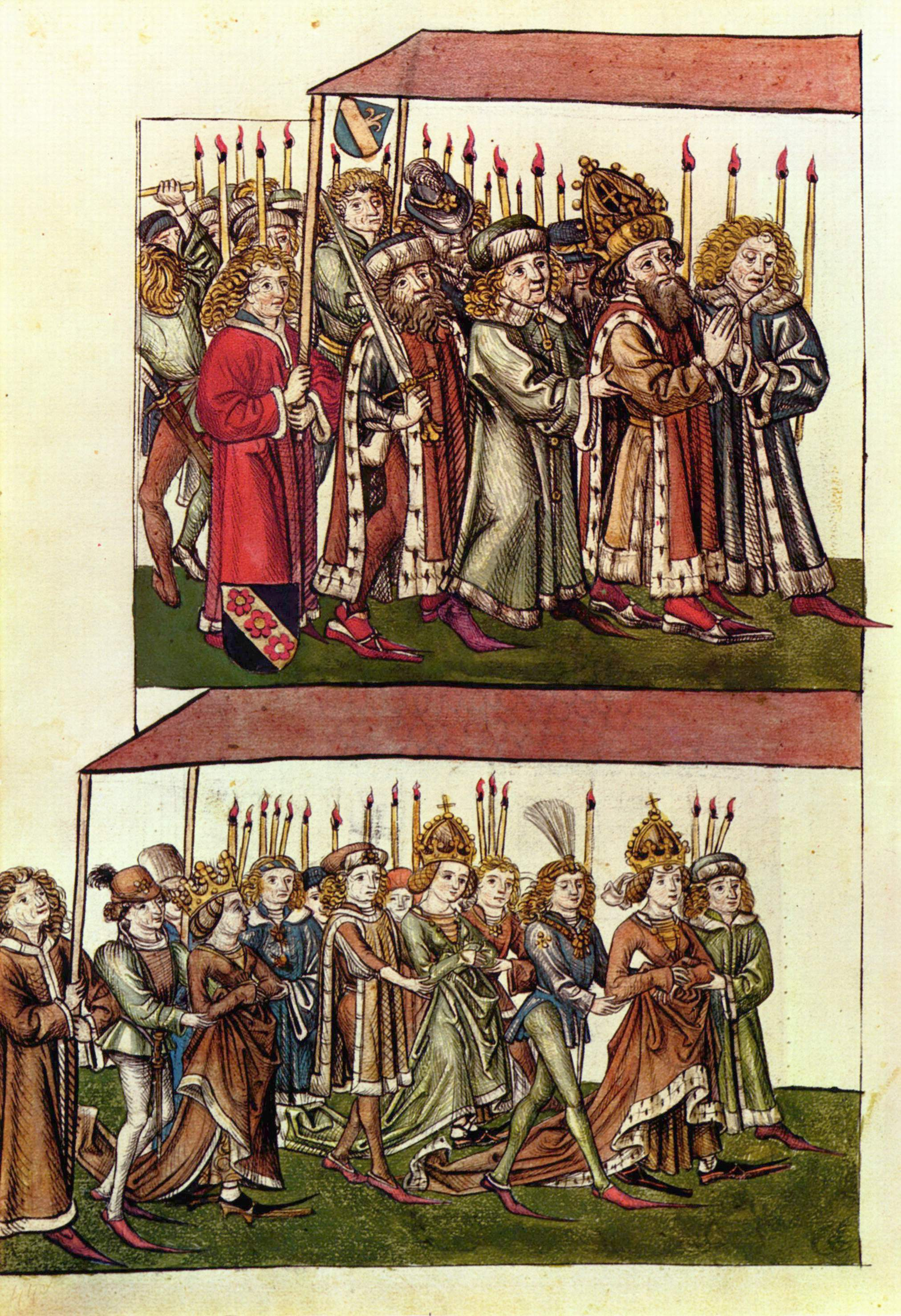
Zsigmond és felesége Cillei Borbála bevonul a konstanzi zsinatra (1414-1418). Ulrich Richental miniatúrája Chronik des Konzils von Konstanz

A háttéralkuk következtében, amelyekben Garai Miklós és Cillei Hermann tevékenyen részt vett, végül a király ejtette ezt a házassági tervét Margit hercegnővel, amiben bizonyára szerepet játszott az is, hogy a gazdag Szilézia és Magyarország jövőbeli szoros kapcsolata Csehország támogatásával fenyegetést jelentett II. Ulászló lengyel király számára, így a Cillei Annát eljegyző lengyel királyt mint potenciális trónkövetelőt sikerült semlegesíteni egy másik Cillei lány, Cillei Borbála eljegyzésével. Briegi Margitból így csak hajszál híján múlt, hogy nem lett magyar királyné.

## Irodalmi megjelenésen
Tuster Jolán Mária A siklósi vár foglya c. regénye ezt az eseményt taglalja.